# Macromesus fulvicoxa
Macromesus fulvicoxa är en stekelart som först beskrevs av Girault 1925.  Macromesus fulvicoxa ingår i släktet Macromesus och familjen puppglanssteklar. Inga underarter finns listade i Catalogue of Life.